# Île Just Room Enough
L'île Just Room Enough (en anglais Just Room Enough Island traduisible par l'île Juste assez de place), également connue sous le nom de Hub Island est une îlot fluvial sur le fleuve Saint-Laurent située dans l'archipel des Mille-Îles, dans l'État de New York, dans le nord-est des États-Unis. L'île est connue pour être la plus petite île habitée, sa superficie semblant être d'environ 310 m2. Achetée par la famille Sizeland dans les années 1950, l'île possède une maison, un arbre, des arbustes et une petite plage.

## Géographie

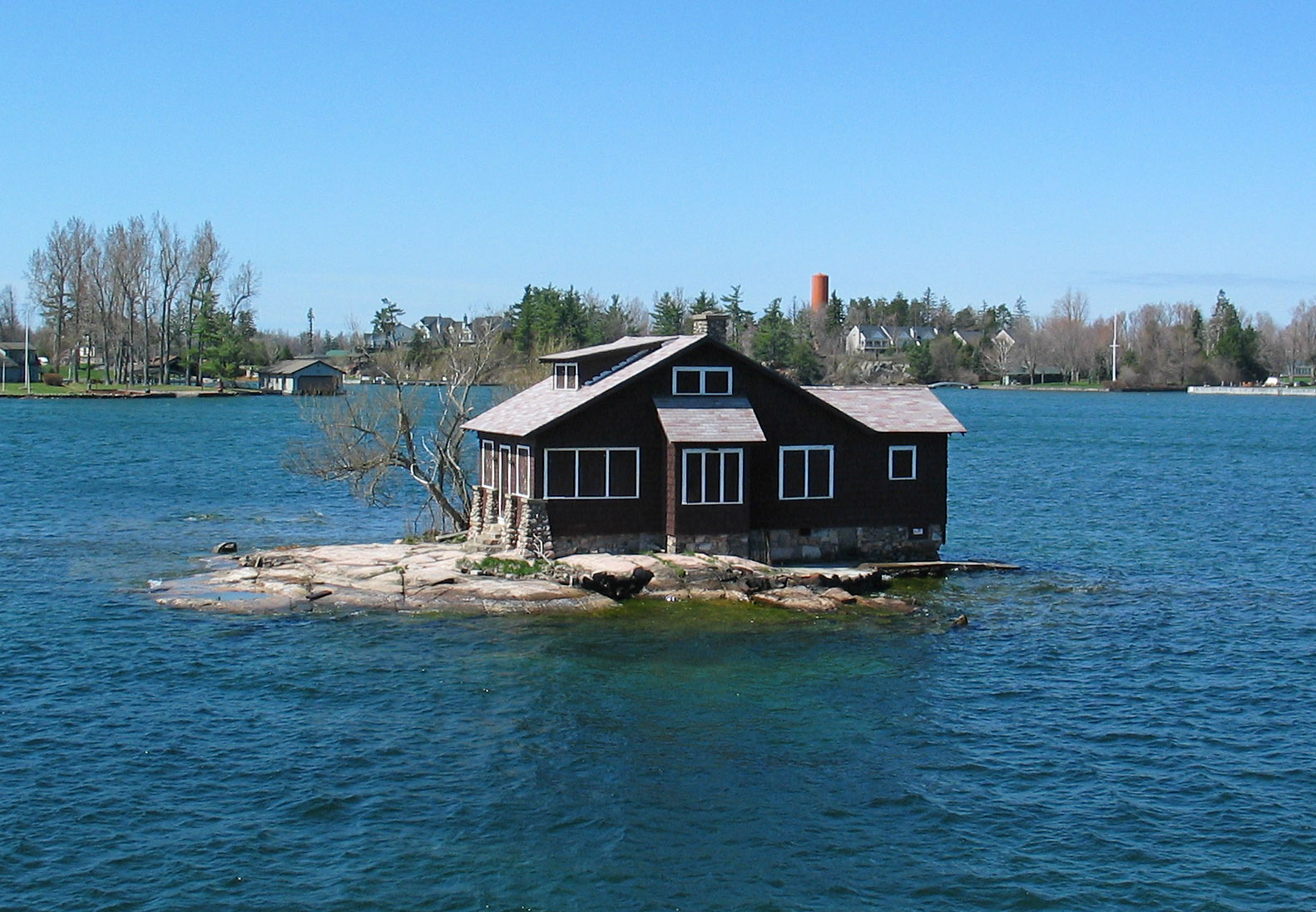
Côté nord-est de l'île

L'île Just Room Enough se trouve sur le fleuve Saint-Laurent entre Heart Island (en) et Imperial Isle, près de la frontière entre le Canada et les États-Unis. L'île fait partie d'Alexandria Bay, un village dans la ville d'Alexandria, dans le comté de Jefferson, de l'État de New York.

## Histoire
L'île a été achetée dans les années 1950 par la famille Sizeland, qui souhaitait un lieu d'escapade pour les vacances et y a construit une maison. En raison de la petite taille de l'île, en 2010, le Washington Post déclara à son propos : « Un faux pas et vous nagez ».
Bishop Rock était jadis l'île habitée la plus petite mais perdit son titre en 1982 lorsque son phare fut automatisé, ne requiérant plus de présence humaine.